# 名古屋市中津川野外教育センター
座標: 北緯35度31分33.07秒 東経137度27分9.34秒 / 北緯35.5258528度 東経137.4525944度

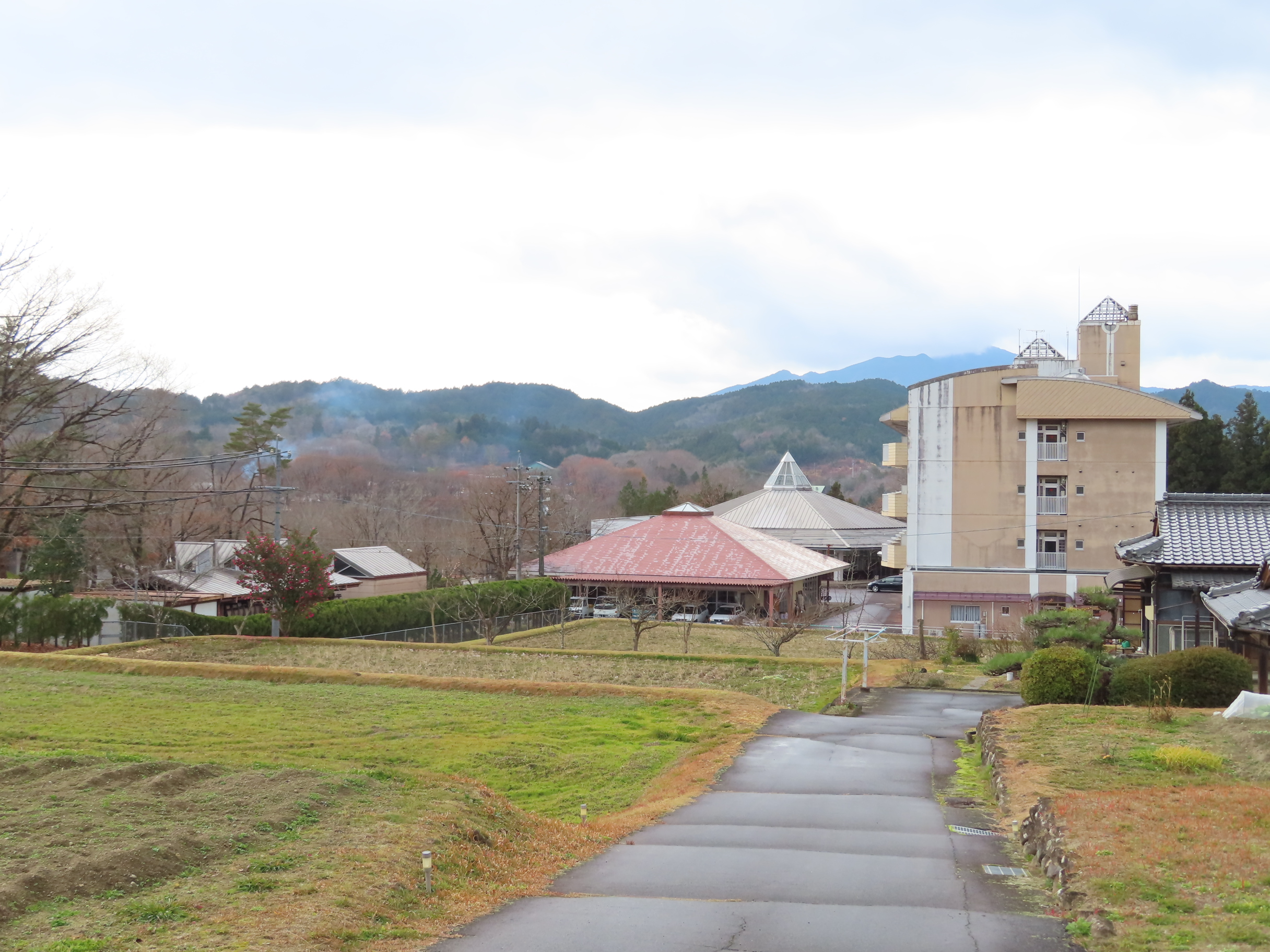
外観（2020年（令和2年）12月撮影）

名古屋市中津川野外教育センター（なごやし なかつがわ やがいきょういくセンター）は、岐阜県中津川市に所在する名古屋市の教育施設。

## 概要
昭和30年代から40年代にかけては日本各地において公害が問題となっており、自然環境保護への意識もまた起こっていく時代であり、名古屋市の教育行政として野外教育施設を設置することとなった。1964年（昭和39年）には「関ヶ原名古屋青少年キャンプセンター」、1966年（昭和41年）には名古屋市稲武野外教育センター、1970年（昭和45年）12月に「名古屋市中津川野外教育センター」をそれぞれ設置し、名古屋市独自の施設による野外教育体制を構築した。稲武野外教育センターは中学生を対象に、中津川野外教育センターは小学生を対象にした施設である。この施設においては、名古屋市の小学5年生を対象とした自然理解・協働・自立および自律・人間性を学ぶ様々な活動が行われている。平成30年（2018年）度の使用実績は、引率者を含め、年間約2万人となっている。

## 沿革
- 1970年（昭和45年）12月 - 開設[2]。
- 2020年（令和2年）度 - 新型コロナウイルス感染症流行により、この年度の受け入れを中止[5]。

## 主な施設
- 施設総面積 - 約12万平方メートル[4]
- 第一本館 - 延面積4,093.30平方メートル・収容人数400人[4]
- 第二本館 - 延面積2,619.62平方メートル・収容人数300人[4]
- 多目的ホール - 延面積738.93平方メートル[4]

## 所在地
- 岐阜県中津川市苗木4827[3]